# Lanová dráha Koliba – Krakonoš
Visutá pulzační kabinková (gondolová) lanová dráha Koliba – Krakonoš v Mariánských Lázních byla první pulzační gondolovou lanovou dráhou v Československu a po dlouhou dobu jedinou v České republice. Kvůli špatnému technickému stavu byl provoz v roce 2007 přerušen, k obnovení provozu došlo na jaře 2008. Město připravuje na stejném místě výstavbu nové, sedačkové lanovky, jejíž zprovoznění bylo původně předpokládáno na podzim 2008.

## Kabinková lanovka
Kabinková lanovka byla budována v letech 1988–1993, původně jako prestižní záležitost s malým dopravním významem. Zprovozněna byla v říjnu 1993 a jezdila ve zkušebním provozu jen po dobu zimní sezóny. V létě 1994 ji převzal Dopravní podnik Mariánské Lázně, který ji však na podzim 1994 provozoval jen krátce a provoz ukončil. V roce 1998 byl její provoz obnoven (provozovatel opět Dopravní podnik Mariánské Lázně), lanovka však zpočátku jezdila jen o víkendech, později celotýdenně vyjma prvního pracovního dne v týdnu. Lanová dráha byla tarifně integrovaná do systému městské dopravy, platilo na ní dvojnásobné jízdné než v městských autobusech a trolejbusech. U dolní stanice navazuje na autobusovou linku 12, sama lanovka byla v interních materiálech označována jako linka 10. V roce 2007 autobusová linka 12 zajížděla k dolní i horní stanici lanovky ve frekvenci 3–5 párů spojů denně.
V současné době je lanovka společně se dvěma lyžařskými vleky součástí lyžařského komplexu SKI AREA Mariánské Lázně, v letech 2004–2007 byla vybavena novým odbavovacím zařízením. V zimní sezóně je v provozu denně po dobu lyžování, v letní sezóně od května do začátku října jezdí ve čtvrthodinovém intervalu denně kromě pondělí, po zbytek října jen o víkendech.
Lanovka je oběžná jednolanová, jsou na ní pevně uchyceny dvě pětice čtyřmístných kabinek. Dodavatelem byla firma Tatrapoma. Šikmá (skutečná) délka lanovky je 587 metrů, vodorovná délka 578 metrů, převýšení 106 m (Koliba 653 m n. m., Krakonoš 759 m n. m.). Doba jízdy je necelé 4 minuty.
Začátkem listopadu 2007 byl provoz lanovky pro špatný technický stav a nedostatek náhradních dílů na dva měsíce zastaven, přičemž provozovatel předpokládá, že lanovka neprojde následnou revizní kontrolou.
V roce 2008 však byl provoz lanové dráhy obnoven v předchozím rozsahu (v letní sezóně květen–říjen).

## Sedačková lanovka
30. října 2007 město vyhlásilo výběrové řízení na dodávku nové, čtyřsedačkové lanovky umožňující i přepravu jízdních kol, přičemž zadavatel doporučuje maximální využití stávajících patek stožárů a stanic kabinkové lanovky. Rada města 16. října 2007 (usnesení 512/2007) souhlasila se zahájením zadávacího řízení, 13. listopadu 2007 (usnesení 565/2007) schválila složení hodnotící komise, 20. listopadu 2007 (usnesení 579/2007) uložila příslušnému odboru městského úřadu objednat studii širších vztahů v lokalitě lanovky, 27. listopadu 2007 (602/2007) uložila opakovat výběrové řízení, 4. prosince 2007 (605/2007, 606/2007) zrušila probíhající výběrové řízení a zahájila nové, 8. ledna 2008 usnesením č. 9/2008 schválila znění výzvy k uveřejnění podlimitní veřejné zakázky na stavební práce.